# Eisenbolz
Eisenbolz (mundartlich: Isǝbolts, Eisǝbolts) ist ein Gemeindeteil der Marktgemeinde Weitnau im bayerisch-schwäbischen Landkreis Oberallgäu.

## Geographie
Das Dorf liegt circa vier Kilometer östlich des Hauptorts Weitnau.

## Ortsname
Der Ortsname stammt vom Personennamen Īsanbold oder Īsenbolt und bedeutet Ansiedlung des Īsanbold/Īsenbolt.

## Geschichte
Östlich des Orts lag der Burgstall Raschenberg. Eisenbolz wurde erstmals im Jahr 1189 mit curtem in Isinboltis erwähnt. 1593 befanden sich zwei bis drei Güter in Eisenbolz. Im 19. Jahrhundert wurde die heutige St. Rochus und Sebastian-Kapelle in Eisenbolz erbaut.

## Baudenkmäler
- Siehe: Liste der Baudenkmäler in Eisenbolz